# Championnats d'Europe de marathon (canoë-kayak) 2018
Navigation
2017 2019
Les 15e championnats d'Europe de marathon en canoë-kayak se sont tenus à Metković en Croatie du 5 juillet au 8 juillet 2018, sous l'égide de l'Association européenne de canoë.

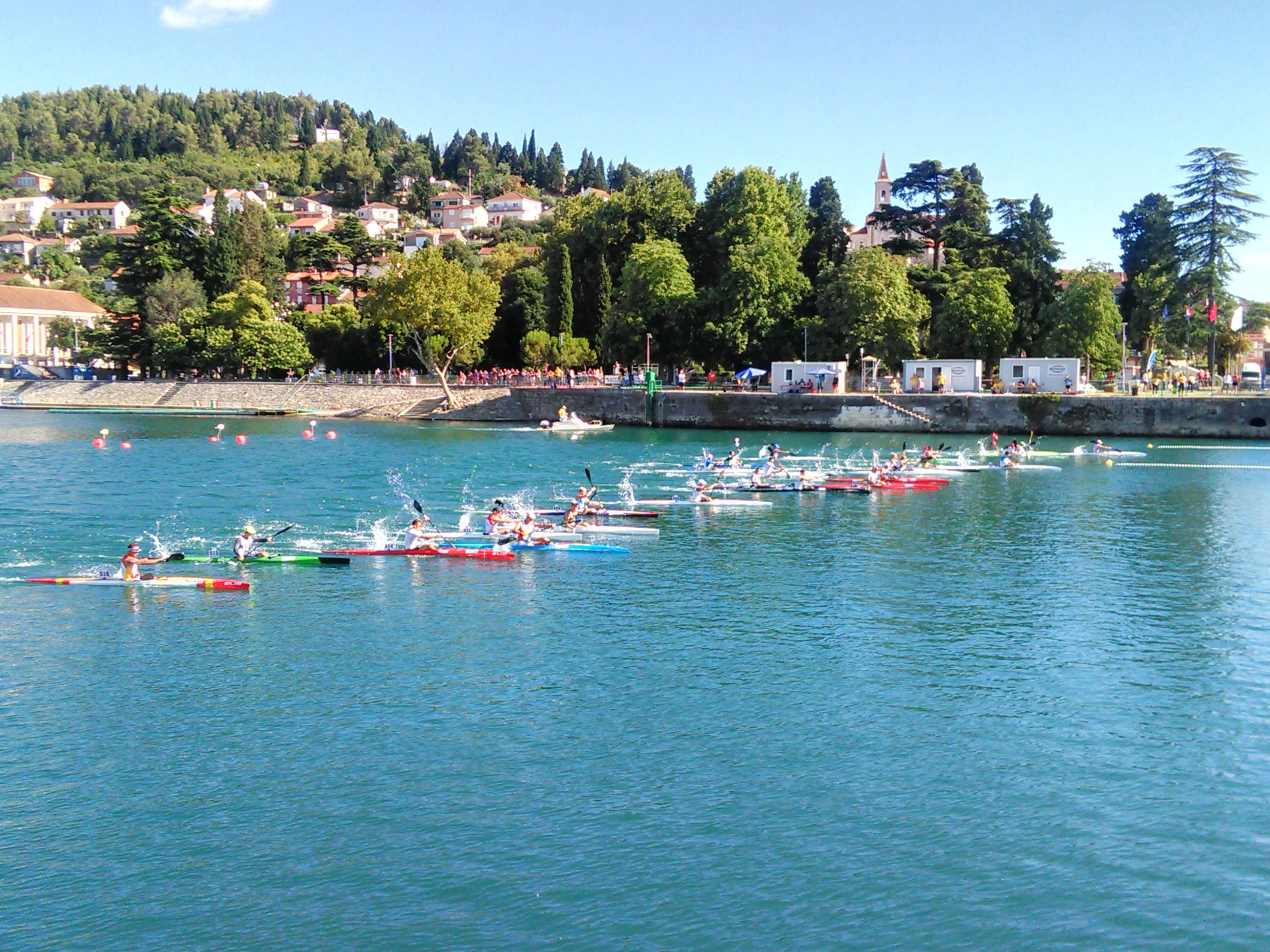

## Podiums

### Seniors

#### Hommes
| Épreuve | Or                                | Or                 | Argent                                  | Argent             | Bronze                               | Bronze             |
| ------- | --------------------------------- | ------------------ | --------------------------------------- | ------------------ | ------------------------------------ | ------------------ |
| C1      | Manuel Campos (ESP)               | 2 h 03 min 20 s 89 | Rui Lacerda (POR)                       | 2 h 04 min 01 s 50 | Jakub Brezina (CZE)                  | 2 h 05 min 31 s 22 |
| C2      | Espagne Diego Romero Óscar Graña  | 1 h 55 min 33 s 46 | Pologne Mateusz Borgiel Mateusz Zuchora | 1 h 55 min 48 s 89 | Hongrie Dániel Laczó Gergely Nagy    | 1 h 55 min 54 s 02 |
| K1      | José Ramalho (POR)                | 2 h 05 min 35 s 92 | Adrián Boros (HUN)                      | 2 h 05 min 49 s 30 | Krisztián Máthé (HUN)                | 2 h 05 min 50 s 07 |
| K2      | Hongrie Adrián Boros László Solti | 1 h 54 min 46 s 36 | France Edwin Lucas Stéphane Boulanger   | 1 h 55 min 13 s 97 | Espagne José Julián Miguel Fernández | 1 h 55 min 16 s 82 |

#### Femmes
| Épreuve | Or                                | Or                 | Argent                             | Argent             | Bronze                          | Bronze             |
| ------- | --------------------------------- | ------------------ | ---------------------------------- | ------------------ | ------------------------------- | ------------------ |
| C1      | Liudmyla Babak (UKR)              | 1 h 22 min 50 s 38 | Vanesa Tot (CRO)                   | 1 h 24 min 28 s 41 | Mariia Honcharova (UKR)         | 1 h 24 min 35 s 06 |
| K1      | Renáta Csay (HUN)                 | 1 h 58 min 34 s 20 | Zsófia Czéllai-Vörös (HUN)         | 1 h 59 min 40 s 43 | Lizzie Broughton (GBR)          | 2 h 00 min 24 s 78 |
| K2      | Hongrie Vanda Kiszli Sára Mihalik | 1 h 53 min 25 s 85 | Hongrie Renáta Csay Alexandra Bara | 1 h 53 min 36 s 17 | Espagne Eva Barrios Amaia Osaba | 1 h 56 min 02 s 36 |

### Moins de 23 ans

#### Hommes
| Épreuve | Or                    | Or                 | Argent               | Argent             | Bronze              | Bronze             |
| ------- | --------------------- | ------------------ | -------------------- | ------------------ | ------------------- | ------------------ |
| C1      | Mateusz Borgiel (POL) | 1 h 46 min 48 s 04 | Patryk Gluza (POL)   | 1 h 47 min 15 s 62 | Sérgio Maciel (POR) | 1 h 47 min 50 s 12 |
| K1      | Nico Paufler (GER)    | 1 h 51 min 30 s 60 | Marcel Paufler (GER) | 1 h 52 min 12 s 13 | Mads Pedersen (DEN) | 1 h 54 min 11 s 07 |

#### Femmes
| Épreuve | Or                         | Or                 | Argent             | Argent             | Bronze                    | Bronze             |
| ------- | -------------------------- | ------------------ | ------------------ | ------------------ | ------------------------- | ------------------ |
| K1      | Zsófia Czéllai-Vörös (HUN) | 1 h 43 min 34 s 94 | Sára Mihalik (HUN) | 1 h 46 min 02 s 10 | Samantha Rees-Clark (GBR) | 1 h 47 min 25 s 65 |

### Junior

#### Hommes
| Épreuve | Or                                 | Or                 | Argent                                   | Argent             | Bronze                                      | Bronze             |
| ------- | ---------------------------------- | ------------------ | ---------------------------------------- | ------------------ | ------------------------------------------- | ------------------ |
| C1      | Jordán Fajta (HUN)                 | 1 h 35 min 04 s 25 | Adrian Klos (POL)                        | 1 h 35 min 20 s 22 | Márton Horváth (HUN)                        | 1 h 37 min 04 s 67 |
| C2      | Hongrie Zoltán Vass Bence Bucsi    | 1 h 28 min 29 s 72 | Portugal Leonardo Vicente Rodrigo Amaral | 1 h 29 min 42 s 30 | Pologne Adrian Klos Grzegorz Ludwiczak      | 1 h 30 min 26 s 00 |
| K1      | Ronan Foley (IRL)                  | 1 h 41 min 02 s 63 | Thorbjørn Rask (DEN)                     | 1 h 41 min 19 s 13 | Vince Petró (HUN)                           | 1 h 41 min 20 s 89 |
| K2      | Hongrie Marcell Mercz Ádám Horváth | 1 h 34 min 23 s 04 | France Briac Labbe Lois Mille            | 1 h 34 min 44 s 15 | Grande-Bretagne William Scammell James Bell | 1 h 34 min 48 s 87 |

#### Femmes
| Épreuve | Or                                     | Or                 | Argent                              | Argent             | Bronze                              | Bronze             |
| ------- | -------------------------------------- | ------------------ | ----------------------------------- | ------------------ | ----------------------------------- | ------------------ |
| C1      | Dóra Horányi (HUN)                     | 1 h 03 min 26 s 78 | Adrianna Antos (POL)                | 1 h 05 min 14 s 66 | Zsófia Csorba (HUN)                 | 1 h 05 min 44 s 72 |
| K1      | Emma Russell (GBR)                     | 1 h 30 min 23 s 91 | Viktória Nagy (HUN)                 | 1 h 30 min 25 s 00 | Joke Plas (BEL)                     | 1 h 31 min 02 s 58 |
| K2      | Hongrie Viktória Tófalvi Csilla Rugási | 1 h 22 min 56 s 05 | Italie Teresa Isotta Petra Giuliano | 1 h 22 min 57 s 48 | Hongrie Viktória Nagy Zsófia Bartos | 1 h 24 min 38 s 95 |